# Série E81 a E86 da CP
A Série E81 a E86, igualmente conhecida como Série E80, foi um tipo de locomotiva a tracção a vapor, que foi parte da frota da Companhia dos Caminhos de Ferro Portugueses. Foram encomendadas pela Companhia Nacional de Caminhos de Ferro, possuindo originalmente a numeração de 1 de 6 daquela empresa.

## História
Estas locomotivas foram construídas em 1886 pela casa alemã Maschinenfabrik Esslingen para a Companhia Nacional de Caminhos de Ferro, para serem utilizadas na inauguração do primeiro lanço da Linha do Tua, entre Foz Tua e Mirandela. Apresentavam originalmente a numeração de 1 a 6 da Companhia Nacional, mas quando chegaram as locomotivas da E50 em 1889, para funcionar na Linha de Santa Comba Dão a Viseu, também lhes foi atribuída a mesma numeração, gerando alguma confusão entre as duas famílias de locomotivas, que só foi resolvida quando estas foram renomeadas para 11 a 16, por volta de 1934.
Durante a sua vida útil, estas locomotivas foram alvo de várias alterações, especialmente em relação às caixas de fumo, caixas de areia, capitéis da chaminé, válvulas de segurança, pavilhões das locomotivas, e nos tanques de água.
Em 1947, as linhas da Companhia Nacional foram integradas na Companhia dos Caminhos de Ferro Portugueses, incluindo o material circulante, tendo estas locomotivas recebido uma nova numeração, de E81 a E86. Até então, esta série apenas tinha circulado na Linha do Tua, mas com a integração na C. P. foram distribuídas por outras linhas de via métrica, nomeadamente na rede suburbana do Porto e nas linhas do Vouga. No caso do Porto, vieram fazer os comboios até Matosinhos, Póvoa de Varzim, Famalicão e Lousado, substituindo as locomotivas mais pequenas que tinham pertencido à Companhia dos Caminhos de Ferro do Norte de Portugal, tendo sido destacadas primeiro as E83 e E85, e depois as E84 e E86. A E86 ainda passou algum tempo na rede do Vouga, onde fazia os comboios que normalmente eram rebocados pelas locomotivas da Série E90, entre Sernada do Vouga e Aveiro.
Nos princípios da década de 1970, saíram do serviço as locomotivas E84 e E85, tendo sido parqueadas na Estação de Porto-Boavista até serem abatidas no final dessa década. As E83 e E86 duraram mais alguns anos, tendo  a primeira permanecido até ao final da tracção a vapor na rede métrica do Porto, entre 1976 e 1977, enquanto que a segunda provavelmente terá saído do serviço em 1975. Ambas as locomotivas estiveram na estação de Lousado até cerca de 1983. Por seu turno, as locomotivas E81 e E82 ficaram na Linha do Tua até serem abatidas ao serviço em meados dos anos 70. Cerca de 1974, as locomotivas desta série receberam a numeração UIC, de 3-059081 a 086.
Apenas duas locomotivas desta série foram preservadas em museus, utilizando a numeração original da Companhia Nacional de Caminhos de Ferro, embora já não apresentem a sua aparência primitiva. A E86 esteve ao abandono em Lousado até 1983, quando foi transferida para Macinhata do Vouga e preservada com o número 16, enquanto que a E82 foi guardada em Bragança com o número 1. Quando a E81 foi demolida nos princípios da dDécada de 1980, alguns dos seus componentes foram mudados para a E82, que teve a sua numeração alterada para E81 aquando das obras de preservação, talvez para coincidir com a numeração original da Companhia Nacional.

## Caracterização
Esta série era composta por 6 locomotivas, numeradas originalmente de 1 a 6 e depois de 11 a 16 da Companhia Nacional de Caminhos de Ferro, e finalmente de 81 a 86 da Companhia dos Caminhos de Ferro Portugueses. Eram muito semelhantes às locomotivas da Série E50, tendo sido fabricadas pela mesma empresa, embora as superfícies de aquecimento e da grelha fossem muito maiores do que as das suas congéneres.
Possuíam três eixos motores mais um eixo livre à frente, para suportar o peso da caldeira, que era muito mais pesada do que nas locomotivas E50, formando assim um esquema do tipo 1-3-0T.

## Ficha técnica

### Características gerais
- Número de unidades construídas: 6 (CN 1 a 6 / CP E81 a E86)[1]
- Bitola: 1000 mm[1]
- Fabricantes: Maschinenfabrik Esslingen[1]
- Data de construção: 1889[1]